# Hans Affentranger
Hans Affentranger (* 24. Dezember 1916 in der Schweiz; † 16. Dezember 2005 in Lotzwil) war ein Schweizer Autorennfahrer.

## Leben
Hans Affentranger, Sohn aus einer Oberaargauer Kleinbauernfamilie, hatte während des Zweiten Weltkrieges eine Fahrradwerkstatt übernommen und zu einer Autowerkstatt ausgebaut. 1954 kaufte er sich dann in Lotzwil bei Bern eine Autowerkstatt.
Affentranger kam erst 1958 mit 42 Jahren zum Rennsport. Sein erstes Rennen fuhr er mit einem Jaguar XK 120. Später feierte er erste Siege mit einem Alfa Romeo Giulietta 1,5 Gr. 1 und wurde dadurch im Rennsport bekannt. Alfa Romeo diente ihm die Werksvertretung als Dank für seine vielen Siege an. 1966 wurde Hans Affentranger, im Alter von fünfzig Jahren, mit einem Fiat-Abarth 700 Schweizer Rennsportmeister.
Ab den späten 1960ern fuhr Affentranger nur noch offene Rennsportwagen, wie einen Abarth 1000 SP, einen Chevron Cosworth und einen Lola T297, den er mit 79 Jahren noch steuerte. 1992 fuhr er als achtfacher Großvater im französischen Dijon-Prenois ein Rennen auf seinem Lola mit durchschnittlichen Rundenzeiten von 156 km/h bei 38 Runden und 3,8 km pro Runde. Bis ins hohe Alter beteiligte er sich an einzelnen Bergrennen.
Hans Affentranger hat in seiner rund 40-jährigen Karriere rund 500 Pokale und Preise erfahren.